# Рундист

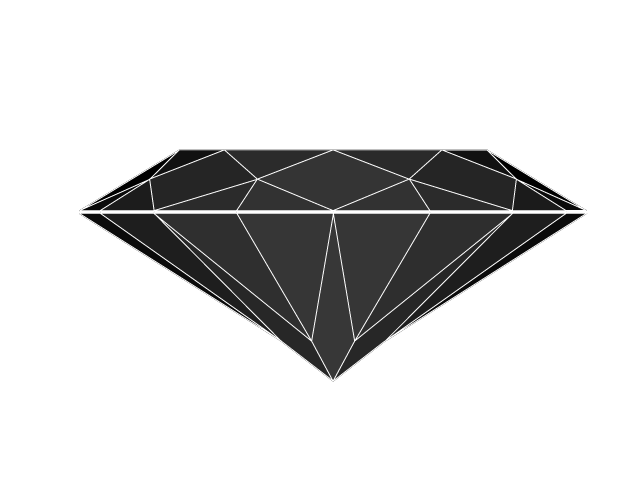
Рундист - вузький поясок, що відокремлює верх каменю від низу.

Рундист - вузький поясок, що визначає форму діаманта, площина якого відокремлює верх каменю від низу. Може бути матовим або огранованим (фацетованим).